# Экономика Литвы
Литва — страна Балтии, одно из государств Евросоюза, в 2024 году — крупнейшая экономика среди трёх Балтийских стран: по ВВП на душу населения (ППС) — 54 216 $ (1-е место). Литва является членом ВТО и ОЭСР.
Литва относится к группе стран с высоким уровнем доходов и стран с очень высоким уровнем развития человеческого потенциала. По состоянию на 2018 год экономика Литвы являлась одной из наиболее быстро растущих экономик в ЕС.
Литва была первой страной, которая провозгласила независимость от Советского Союза в 1990 году и быстро перешла от централизованно планируемой к рыночной экономике, осуществив многочисленные реформы. После вступления в Европейский Союз (2004) наряду с другими странами Балтии она достигла высоких темпов роста, что привело к появлению понятия Балтийские тигры.
Рост ВВП достиг своего пика в 2008 году (и снова приблизился к тому же уровню только в 2018 году) — как и в других странах Балтии, экономика Литвы пережила глубокий спад в 2009 году, когда ВВП упал почти на 15 %.
После серьезного спада экономика страны начала демонстрировать признаки восстановления уже в 3 квартале 2009 года, вернулась к росту в 2010 году с положительным ростом ВВП в 1,3 % и с 6,6 % роста в первой половине 2011 года.
В 2010 году рост ВВП возобновился, хотя и более медленными темпами, чем до кризиса, и основой быстрого выхода из кризиса явилась жёсткая экономическая политика правительства Литвы.
Литва занимает прочную финансовую позицию. Бюджет 2017 года привёл к профициту в 0,5 %, государственный долг стабилизировался на уровне около 40 % ВВП. Государственный долг Литвы на 2022 год составляет 39,6 % ВВП.
Литва занимает 11-е место в мире по индексу легкости ведения бизнеса, подготовленному Группой Всемирного банка, и 19-е место из 178 стран по индексу экономической свободы, измеряемому Фондом «Наследие». В среднем более 95 % всех прямых иностранных инвестиций в Литву приходится на страны Европейского Союза. Исторически Швеция является крупнейшим инвестором с 20—30 % всех ПИИ в Литве. ПИИ в Литву выросли в 2017 году, достигнув самого высокого из когда-либо зарегистрированных инвестиционных проектов. В 2017 году Литва была третьей страной, после Ирландии и Сингапура по средней стоимости работы инвестиционных проектов.
По данным ОЭСР, Литва входит в пятерку стран, входящих в организацию, по уровню образования после среднего (высшего) образования. Образованная рабочая сила привлекла инвестиции, особенно в IT, в последние годы. Правительство Литвы и Банк Литвы упростили процедуры получения лицензий на деятельность электронных платёжных систем, что также позиционирует Литву как одну из наиболее привлекательных для финтех инициатив стран в ЕС.

## Общая характеристика
Литва находится на 11 месте (данные на 2020 год) из 190 в рейтинге Всемирного банка по лёгкости ведения бизнеса в стране. В сравнении с соседними странами: Эстония (18 место), Латвия (19 место), Финляндия (20 место), Россия (28 место), Польша (40 место).
Минимальная зарплата, установленная правительством — 1038 евро (2025).
Годовая инфляция, достигнув в 1997 году 8,4 %, затем не превышала отметки 2,7 %.
По состоянию на 2024 год 21,5 % населения Литвы жили в относительной бедности, а 5,8 % жили в условиях абсолютной бедности. В 2024 году человек считался живущим в относительной бедности, если его (её) ежемесячный располагаемый доход был ниже 616 евро, а в условиях абсолютной бедности — менее 446 евро. В 2024 году считалось что семья из двух взрослых и двух детей в возрасте до 14 лет живёт в условиях относительной бедности, если её ежемесячный располагаемый семейных доход был ниже 1294 евро, а в условиях абсолютной бедности — менее 937 евро.
По состоянию на 2023 год сфера услуг давала 63,1 % ВВП, промышленность — 24,2 % ВВП, сельское хозяйство — 2,7 % ВВП.

### ВВП
Из-за финансовой нестабильности валовый внутренний продукт Литвы в первые годы независимости был самым низким среди стран Балтии.
Далее экономика демонстрировала довольно стабильный рост ВВП начиная с 2001 года.
ВВП (номинальный) по данным МВФ:
- в период 1989—1992 гг. сократился на 50 %;
- в 1993 — стабилизировался;
- в 1994 — впервые вырос на 0,6 %;

До 1995 года по версии МВФ н/д;
- в 1995 — рост на н/д — 6,742 млрд $ (1 857,700 $ на душу населения);
- в 1996 — рост на 5,239 % — 8,440 млрд $ (2 343,386 $ на душу населения);
- в 1997 — рост на 8,350 % — 10,159 млрд $ (2 841,471 $ на душу населения);
- в 1998 — рост на 7,673 % — 11,284 млрд $ (3 179,124 $ на душу населения);
- в 1999 — спад на 1,087 % — 11,017 млрд $ (3 126,106 $ на душу населения);
- в 2000 — рост на 3,361 % — 11,541 млрд $ (3 297,870 $ на душу населения);
- в 2001 — рост на 6,635 % — 12,260 млрд $ (3 532,166 $ на душу населения);
- в 2002 — рост на 6,531 % — 14,283 млрд $ (4 148,234 $ на душу населения);
- в 2003 — рост на 10,532 % — 18,801 млрд $ (5 505,057 $ на душу населения);
- в 2004 — рост на 6,318 % — 22,710 млрд $ (6 724,743 $ на душу населения);
- в 2005 — рост на 8,185 % — 26,118 млрд $ (7 861,040 $ на душу населения);
- в 2006 — рост на 7,301 % — 30,138 млрд $ (9 216,840 $ на душу населения);
- в 2007 — рост на 11,100 % — 39,765 млрд $ (12 306,172 $ на душу населения);
- в 2008 — рост на 2,180 % — 48,004 млрд $ (15 009,647 $ на душу населения);
- в 2009 — спад на 14,503 % — 37,591 млрд $ (11 884,940 $ на душу населения);
- в 2010 — рост на 0,274 % — 36,693 млрд $ (11 846,807 $ на душу населения);
- в 2011 — рост на 6,343 % — 43,201 млрд $ (14 266,787 $ на душу населения);
- в 2012 — рост на 4,376 % — 42,736 млрд $ (14 303,541 $ на душу населения);
- в 2013 — рост на 4,079 % — 46,321 млрд $ (15 661,051 $ на душу населения);
- в 2014 — рост на 3,769 % — 48,388 млрд $ (16 501,197 $ на душу населения);
- в 2015 — рост на 2,845 % — 41,548 млрд $ (14 302,653 $ на душу населения);
- в 2016 — рост на 2,614 % — 42,952 млрд $ (14 975,135 $ на душу населения);
- в 2017 — рост на 4,705 % — 47,745 млрд $ (16 880,448 $ на душу населения);
- в 2018 — рост на 4,832 % — 54,294 млрд $ (19 380,188 $ на душу населения);
- в 2019 — рост на 4,723 % — 55,132 млрд $ (19 731,247 $ на душу населения);
- в 2020 — рост на 0,048 % — 57,352 млрд $ (20 520,439 $ на душу населения);
- в 2021 — рост на 6,361 % — 67,068 млрд $ (23 945,755 $ на душу населения);
- в 2022 — рост на 2,516 % — 71,082 млрд $ (25 170,240 $ на душу населения);
- в 2023 — рост на 0,428 % — 79,824 млрд $ (27 684,698 $ на душу населения);
- в 2024 — рост на 2,726 % — 84,847 млрд $ (29 338,624 $ на душу населения);
- в 2025 — рост на 2,787 % — 89,192 млрд $ (30 835,023 $ на душу населения) — (прогноз МВФ по данным на апрель 2025 года)[1]

## Макроэкономические показатели
В следующей таблице показаны основные экономические показатели за 1995—2025 года.
| Год                                       | 1995        | 2000        | 2005        | 2010        | 2015        | 2020         | 2025         |
| ----------------------------------------- | ----------- | ----------- | ----------- | ----------- | ----------- | ------------ | ------------ |
| ВВП (ППС) (в млрд долл. США)              | 25,492 млрд | 34,762 млрд | 56,303 млрд | 64,620 млрд | 86,498 млрд | 115,935 млрд | 165,442 млрд |
| ВВП на душу населения (ППС) (в долл. США) | 7024,256    | 9933,553    | 16946,084   | 20863,391   | 29776,600   | 41481,299    | 57195,664    |
| Рост ВВП (реальный)                       | …           | 3,361 %     | 8,185 %     | 0,274 %     | 2,845 %     | 0,048 %      | 2,787 %      |
| Уровень инфляции (в процентах)            | …           | 1,094 %     | 2,672 %     | 1,191 %     | −0,677 %    | 1,062 %      | 3,462 %      |
| Безработица (в процентах)                 | …           | 16,375 %    | 8,324 %     | 17,814 %    | 9,119 %     | 8,488 %      | 6,600 %      |
| Государственный долг (в процентах от ВВП) | …           | 23,485 %    | 17,643 %    | 36,705 %    | 42,570 %    | 45,889 %     | 41,837 %     |

## История
На протяжении своей ранней истории литовские земли отличались глубокой аграрностью и почти полным отсутствием интенсивной торгово-промышленной деятельности.

### Экономическая роль Литвы в эпоху Великого княжества и Речи Посполитой
В 1495 году в Вильнюсе были основаны ювелирный и портновский цехи, в конце XVI в. в городе насчитывалось 28 цехов. В Нижнем замке работал монетный двор. В бассейне реки Неман существовал торговый флот, состоявший из судов местных типов — чёлны и барки. В Каунасе была скотобойня, суконная ткацкая фабрика, таможня.

### Экономическая роль Литвы в Российской империи
Литва сохраняла свой аграрно-помещичий характер на протяжении всей истории в составе Российской империи.

### Экономика Литвы в составе СССР
Во времена СССР началась массовая индустриализация экономики Литвы (строительство ГЭС, АЭС, заводов и фабрик), дальнейший дополнительный стимул экономика республики получила после присоединения к ней территории Клайпеды (крупного морского порта на Балтике). На её территории строилось много предприятий как республиканского, так и союзного (т. н. предприятия «союзного подчинения», в основном оборонного значения) подчинения.
По оценке ИМЭМО РАН, в 1990 году по ВВП на душу населения Литва занимала 39-е место в мире.
В целом, однако, экономика Литовской ССР в силу географического положения и некоторых культурно-исторических факторов (тесная связь с Польшей и Белоруссией) была довольно сильно зависима от общесоветской экономики, а потому сильнее пострадала от распада СССР, чем экономики двух других прибалтийских государств: Латвии и Эстонии.

### Экономика Литвы после восстановления независимости

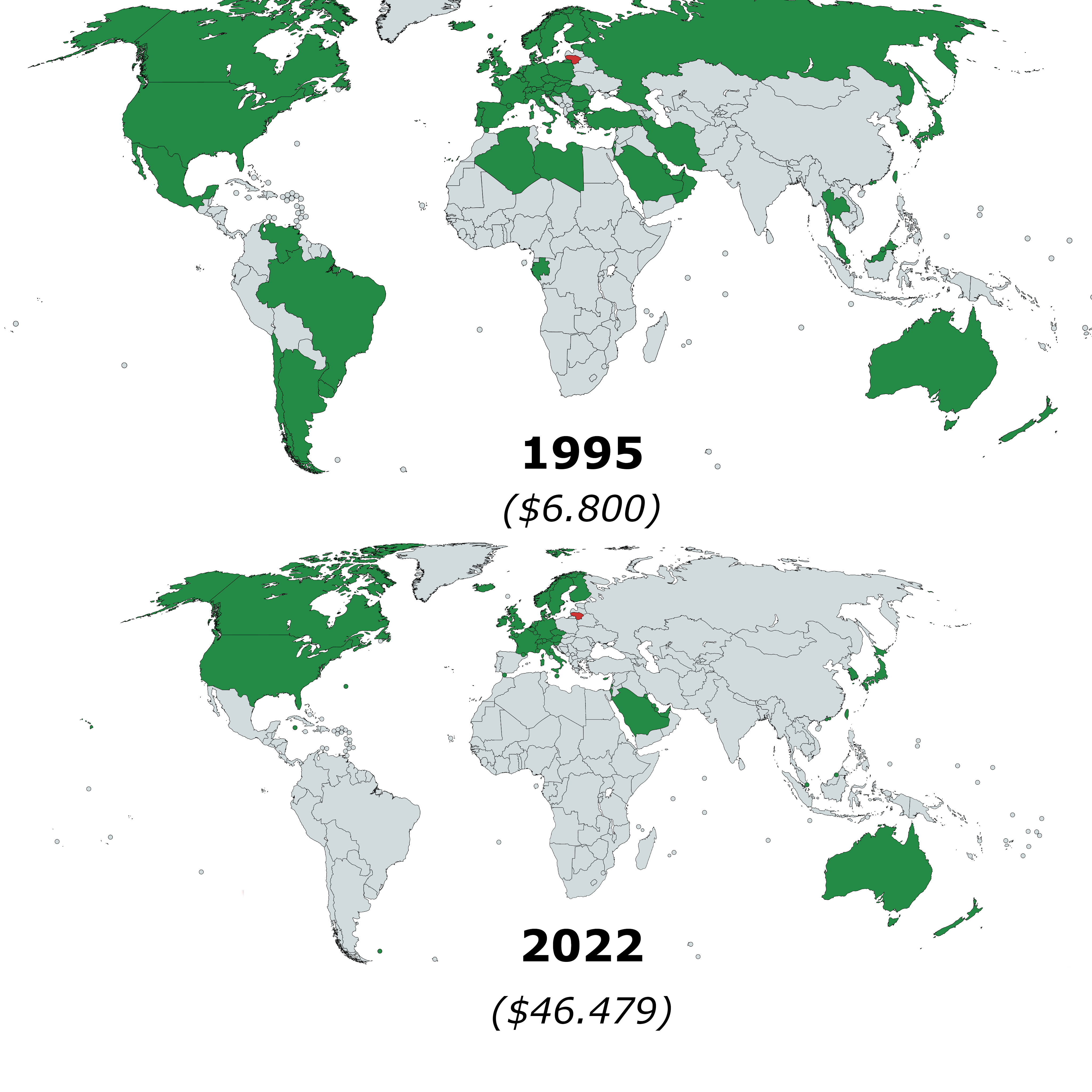
Страны с более высоким ВВП (ППС) на душу населения, чем в Литве в 1995 и в 2022 году

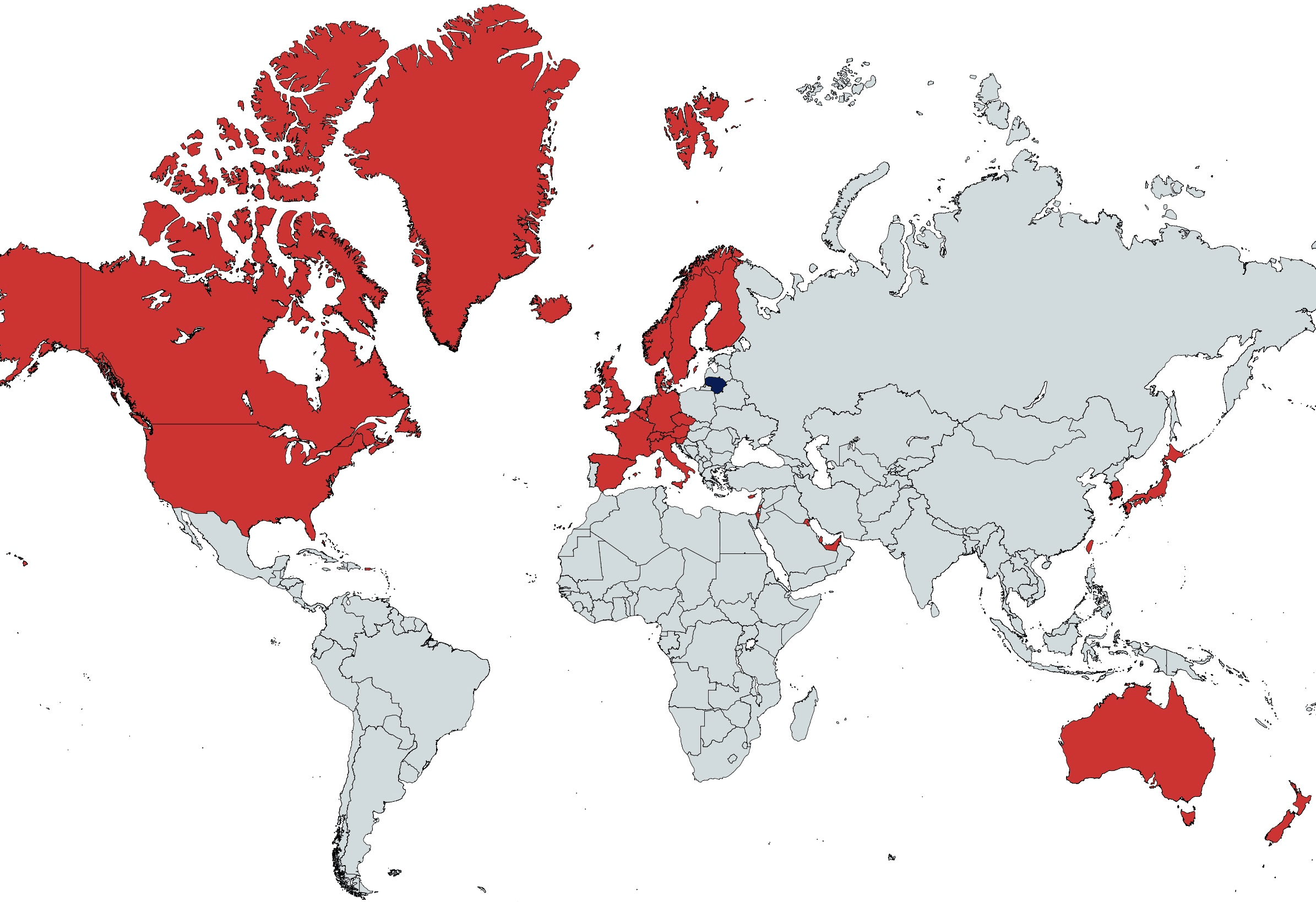
Страны с более высоким номинальным ВВП на душу населения, чем в Литве в 2022 году

Реализация обширной программы приватизации и реформы цен, создание новой банковской и финансовой системы, пересмотр экономического законодательства были начаты уже осенью 1991 года. Весной 1992 года была проведена либерализация большинства цен (кроме цен на основные продукты питания и квартплату). Чтобы смягчить последствия реформ, правительство первоначально препятствовало закрытию заводов и выдавало государственные субсидии. Это позволило удержать на приемлемом уровне качество жизни путём индексации зарплат, увеличения пособий пенсионерам и другим малоимущим слоям населения. Тем не менее по мере реализации программы реформ повышался и уровень безработицы (с 4,5 % в 1994 году до 12,5 % в 2002 году; похожая ситуация сложилась и в соседней Польше, где безработица достигла рекордных 20 %).
Нефтеперегонный завод в Мажейкяй, построенный ещё в советское время и расположенный в 100 км от морского побережья, имеет мощность, в два раза превышающую потребности страны и зависит от иностранных поставок сырой нефти (в основном из России). После нескольких перепродаж его иностранным компаниям в политических целях поставки сырья на него из России были значительно сокращены. С целью снижения зависимости от поставок из России был построен нефтеналивной терминал в Бутинге (на побережье Балтийского моря, рядом с рекой Швянтойи), так что теперь часть нефти на переработку можно получать и от других поставщиков.
После аварии в 2006 году прибалтийская ветка нефтепровода «Дружба» была закрыта.
Реформы с середины 1990-х годов привели к открытой и быстро растущей экономике. Открытая для глобальной торговли и инвестиций, Литва в настоящее время обладает высокой степенью деловой и финансовой свободы. Литва является членом ЕС и ВТО, поэтому регулирование относительно прозрачно и эффективно, поскольку иностранный и внутренний капитал подчиняется одним и тем же правилам. Финансовый сектор развит, регионально интегрирован и подчиняется немногим навязчивым правилам.
Одной из важнейших реформ в Литве стала приватизация государственных активов. Первый этап приватизации осуществлялся в период с 1991 по 1995 год. Гражданам были выданы инвестиционные ваучеры на сумму 3,1 миллиарда € номинальной стоимостью, что позволило им участвовать в продаже активов. К октябрю 1995 года они использовались следующим образом: 65 % для приобретения акций; 19 % для жилых домов; 5 % на сельскохозяйственную недвижимость; и 7 % остались неиспользованными. Более 5700 предприятий с балансовой стоимостью государственного капитала в 2,0 млрд € были проданы с использованием четырех первоначальных методов приватизации: размещение акций; аукционы; конкурсы лучших бизнес-планов; и продажа твердой валюты.
Второй этап приватизации начался в 1995 году с принятия нового закона, который обеспечил большее разнообразие методов приватизации и позволил участвовать в процессе продажи без ваучеров. В период с 1996 по 1998 год было продано 526 предприятий на сумму более 0,7 млрд €. До реформ государственный сектор полностью доминировал в экономике, тогда как доля частного сектора в ВВП увеличилась до более чем 70 % к 2000 году и 80 % в 2011 году.
Денежно-кредитная реформа была проведена в начале девяностых с целью улучшения стабильности экономики. Литва выбрала систему валютного управления, контролируемую Банком Литвы, независимую от какого-либо государственного учреждения. 25 июня 1993 года литовский лит был введен в качестве свободно конвертируемой валюты, но 1 апреля 1994 года он был привязан к доллару США по курсу 4 к 1. Механизм системы валютного управления позволил Литве стабилизировать темпы инфляции до однозначных цифр. Стабильный курс валюты помог установить внешнеэкономические отношения, ведущие к постоянному росту внешней торговли.
К 1998 году экономика пережила первые годы неопределенности и несколько неудач, включая банковский кризис. Однако падение российского рубля в августе 1998 года шокировало экономику и привело к отрицательному росту, что привело к переориентации торговли с России на Запад.

Доля частного сектора в экономике

Литва была приглашена на саммит ЕС в Хельсинки в декабре 1999 года, чтобы начать переговоры о вступлении в ЕС в начале 2000 года.
После российского финансового кризиса фокус экспортных рынков Литвы сместился с Востока на Запад. В 1997 году экспорт в страны СНГ составил 45 % от общего объема экспорта Литвы. Эта доля экспорта снизилась до 21 % от общего объема в 2006 году, а экспорт в страны — члены ЕС увеличился до 63 % от общего объема. Экспорт в США составлял 4,3 % всего экспорта Литвы в 2006 году, а импорт из США составлял 2 % от общего объема импорта. Прямые иностранные инвестиции (ПИИ) в 2005 году составили €0,8 млрд.
2 февраля 2002 года лит был привязан к евро по курсу 3,4528 к 1, который оставался до тех пор, пока Литва не приняла евро в 2015 году. Литва была очень близка к введению евро в 2007 году, но уровень инфляции превысил Маастрихтские критерии.
С 1 января 2015 года Литва стала 19-й страной, которая использует евро в качестве национальной валюты.
Вильнюсская фондовая биржа, теперь переименованная в NASDAQ OMX Vilnius, начала свою деятельность в 1993 году и стала первой фондовой биржей в странах Балтии. В 2003 году была приобретена OMX. С 27 февраля 2008 года Вильнюсская фондовая биржа является членом NASDAQ OMX Group, крупнейшей в мире биржевой компании на шести континентах, с более чем 3800 зарегистрированными компаниями. Рыночная капитализация Вильнюсской фондовой биржи 27 ноября 2009 года составила 3,4 млрд €.
За последнее десятилетие (1998—2008) структура экономики Литвы существенно изменилась. Наибольшие изменения были зафиксированы в сельскохозяйственном секторе, поскольку доля общей занятости в нём сократилась с 19,2 % в 1998 году до всего 7,9 % в 2008 году.
Сектор услуг играет все более важную роль. Доля ВВП в секторах финансового посредничества и недвижимости составляла 17 % в 2008 году по сравнению с 11 % в 1998 году.
Доля общей занятости в финансовом секторе в 2008 году удвоилась по сравнению с 1998 годом.
Вступление в Европейский союз
В 2004 году Литва вступила в Европейский союз.
Декан факультета менеджмента Международного университета в Москве профессор Высшей школы экономики Леонид Григорьев пишет, что зачастую экономическое развитие стран Балтии в 1992—2007 годах называли историей феноменального успеха в создании новых институтов рынка и переходе от трансформационного кризиса к росту (см. «Балтийские тигры»). И отмечает, что экономические успехи стран Балтии были во многом обусловлены «советским наследством» в виде современных инфраструктуры и промышленности, накопленного человеческого капитала, хотя, пишет он, значение этого «наследства» и его влияние на последующее развитие стран Балтии оцениваются неоднозначно.
Доля сферы услуг в структуре ВВП приблизилась к 65 %, а промышленности — снизилось до 23 % (2004). Значительную долю в экономике Литвы занимает сектор перерабатывающей химической промышленности (в частности предприятие по производству азотных удобрений Achema), быстрее других растут такие отрасли, как текстильная промышленность, приборостроение и нефтепереработка.
Воздействие Кризиса конца 2000-х
Бурно развивавшийся строительный рынок (после вступления в ЕС и получения из её фондов обильных кредитов) завершился полным его обвалом (свыше 40 %) в 2008—2009 гг. Также значительно упал рынок услуг (в среднем на 20 %) и розничной торговли (на 25 %).
В целом в 2009 году, в связи с всемирным экономическим кризисом, ВВП Литвы упал на 14,7 % — один из наихудших показателей динамики ВВП в мире
В 2009 году антикризисная помощь Евросоюза стала крупнейшей статьёй дохода государственного бюджета Литвы за всю историю страны — согласно прогнозу Министерства финансов Литвы эта помощь составит 30,8 % от всех доходов бюджета страны; её доля в 2010 году увеличилась ещё на несколько процентных пункта.
К 2013 году посевы картофеля в стране, по сравнению с до-ЕС временами, сократились в 3 раза.
С 1 января 2015 Литва вошла в еврозону (дефляция за год составила 0,6 %).
В 2015 году Литва понесла самые значительные среди всех стран — членов ЕС финансовые потери из-за российского продовольственного эмбарго. Результатом этого стал вдвое меньший, чем ожидалось, экономический рост.

### Литва в XXI веке

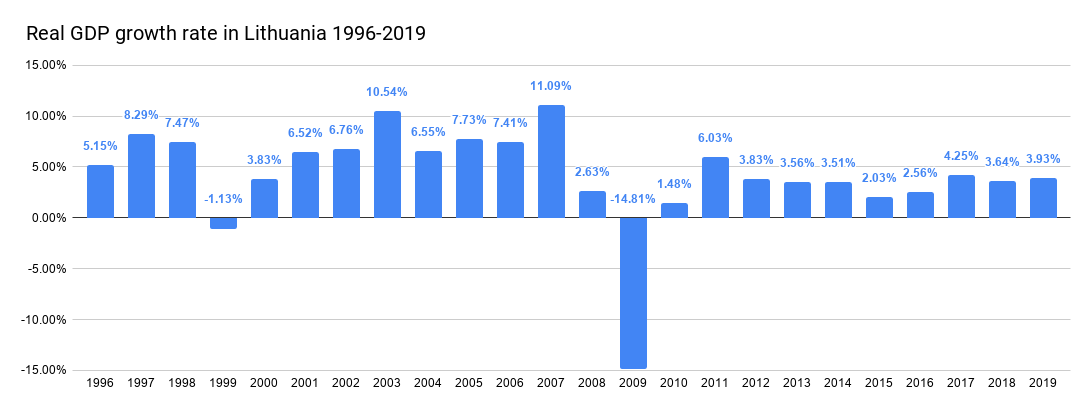
Рост реального ВВП в Литве, 1996—2019 гг.

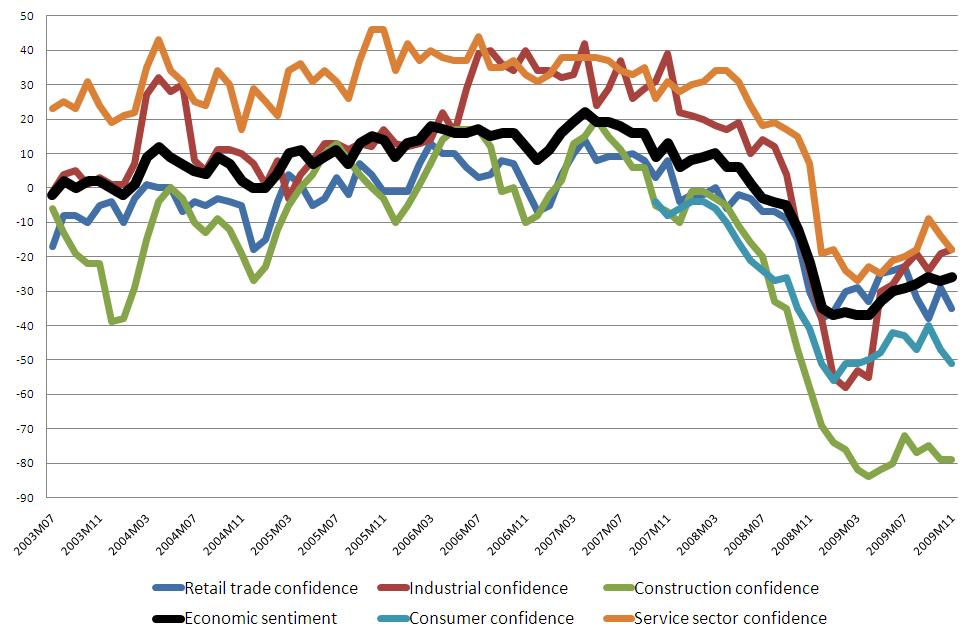
Индикатор экономических настроений и его составляющие

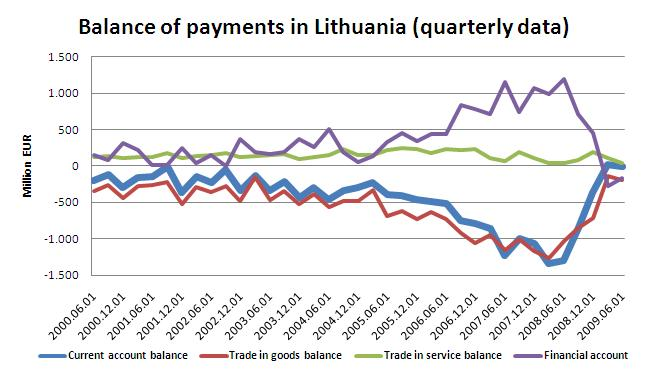
Платежный баланс в Литве, квартальные данные

В период с 2000 по 2021 год номинальный ВВП Литвы вырос на 477 %, для сравнения номинальный ВВП России вырос за данный период на 585 %. Однако, номинальный ВВП на душу населения в Литве за это время вырос на 620 %, а в России — на 588 %.
Одним из наиболее важных факторов, способствующих экономическому росту Литвы, стало ее вступление в ВТО в 2001 году и ЕС в 2004 году, что позволило свободно перемещать рабочую силу, капитал и вести торговлю между Литвой и государствами — членами ЕС. С другой стороны, быстрый рост вызвал некоторые дисбалансы в инфляции и платежном балансе. Отношение дефицита текущего счета к ВВП в 2006—2008 годах было двузначным и достигло своего пика в первом квартале 2008 года, составив угрожающие 18,8 %. Это произошло в основном из-за быстрого роста кредитования, так как скандинавские банки предоставляли дешевые кредиты по довольно слабым правилам в Литве. Объем кредитов на приобретение жилья вырос с 50 млн литов в 2004 году до 720 млн литов в 2007 году. На рост кредитования также повлияло потребление. Это привело к высокой инфляции товаров и услуг, а также торговому дефициту. В связи с этим сформировался Балтийский жилищный пузырь.
Глобальный кризис, который начался в 2008 году, затронул сектор недвижимости и розничной торговли. За первые три квартала 2009 года строительный сектор сократился на 46,8 %, а спад розничной торговли составил почти 30 % ВВП упал на 15,7 % за первые девять месяцев 2009 года..
Литва была последней из стран Балтии, которая пострадала от рецессии, поскольку темпы ее роста в 2008 году оставались положительными, после чего в 2009 году наблюдался спад более чем на 15 %. В третьем квартале 2009 года по сравнению с предыдущим кварталом ВВП снова вырос на 6,1 %, после пяти кварталов с отрицательным ростом. Политика жесткой экономии (четыре пятых бюджетной корректировки состояла из сокращения расходов), введенная правительством Кубилюса, помогла сбалансировать текущий счет с −15,5 в 2007 году до 1,6 в 2009 году.. 

Быстро восстановить[что?] до кризисный уровень деловых операций и экономические настроения с рекордно низкого уровня в начале 2009 года;
отрасли, связанные с внутренним потреблением и недвижимостью, все еще страдали от экономического кризиса, но экспортеры начали получать прибыль даже при более низких уровнях доходов. Катализаторами роста прибыли являлись более низкие цены на сырье и расходы на персонал. 

2020: расследование Комитета Сейма по бюджету и финансам констатировало, что кризис 2009—2010 годов в Литве и других странах Балтии спровоцировали действовавшие здесь банки зарубежного капитала, а Банк Литвы (Центробанк) не обеспечил надлежащий надзор за ними, кроме того, в 2008 году бюджет был принят с нарушениями фискальной дисциплины, а правительство вместо того, чтобы брать займы у международных структур дешевле, заимствовало на рынке под высокие годовые.
В конце 2017 года инвестиции литовских предприятий за рубежом составили 2,9 млрд евро. Крупнейшие инвестиции были сделаны в Нидерландах (24,1 % процента от общего объема прямых инвестиций за рубежом), на Кипре (19,8 %), в Латвии (14,9 %), Польше (10,5 %) и Эстонии (10,3 %). Прямые инвестиции Литвы в государства — члены ЕС составили 2,6 млрд €, или 89,3 % от общего объема прямых инвестиций за рубежом.. 

По данным Евростата, в 2017 году стоимость литовского экспорта зафиксировала самый быстрый рост не только в странах Балтии, но и во всей Европе, который составил 16,9 %..
Литва добилась хороших результатов в нескольких показателях благосостояния в Индексе лучшей жизни по странам ОЭСР, имея рейтинг выше среднего по образованию и навыкам («литовцы — самые счастливые люди среди всех стран Балтии»), а также балансу между работой и личной жизнью; однако ниже среднего по доходам и благосостоянию, работе и заработкам, жилью, состоянию здоровья, социальным связям, гражданской активности, качеству окружающей среды, личной безопасности и субъективному благополучию.
Принятие евро
1 января 2015 года Литва стала 19-й страной, принявшей евро. Вступление в еврозону дало Литве право голоса при принятии решений Европейским центральным банком (ЕЦБ).

## Деловой климат
Совокупные прямые иностранные инвестиции (ПИИ) в 2017 году составили 14,7 млрд €, или 35 % ВВП, или 5215 € на душу населения. Наибольший поток ПИИ в Литву пришелся на обрабатывающую промышленность (73,7 млн €), сельское хозяйство, лесное хозяйство, рыболовство (27,4 млн €), информацию и связь (10 млн €). Швеция, Нидерланды и Германия остались крупнейшими инвесторами.
Литва стремится стать центром инноваций к 2020 году. Для достижения этой цели она прилагает усилия для привлечения ПИИ в сектора с высокой добавочной стоимости, особенно в области ИТ-услуг, разработки программного обеспечения, консалтинга, финансов и логистики. Известные международные компании, такие как: Microsoft, IBM, Transcom, Barclays, Siemens, SEB bankas, Telia Company, Paroc, Wix.com, Altria Group, Thermo Fisher Scientific, открыли свои офисы в Литве.
Свободные экономические зоны Литвы (СЭЗ) предлагают развитую инфраструктуру, сервисную поддержку и налоговые льготы. Компания, созданная в СЭЗ, освобождается от корпоративного налогообложения в течение первых шести лет, а также налога на дивиденды и налога на недвижимость. В Литве действуют 7 СЭЗ — Мариямпольская свободная экономическая зона, Каунасская свободная экономическая зона, Клайпедская свободная экономическая зона, Паневежская свободная экономическая зона, Акменская свободная экономическая зона, Шяуляйская свободная экономическая зона, Кедайняйская свободная экономическая зона. В Литве есть девять промышленных площадок, которые также могут предоставить дополнительные преимущества, имея хорошо развитую инфраструктуру, предлагая консультационные услуги и налоговые льготы. Литва занимает третье место среди развитых стран по количеству (16) свободных экономических зон после США (256) и Польши (21).
Муниципалитеты Литвы предоставляют особые стимулы для инвесторов, которые создают рабочие места или инвестируют в инфраструктуру. Муниципалитеты могут привязывать критерии назначения к дополнительным факторам, таким как количество созданных рабочих мест или экологические выгоды. Преимущества стратегических инвесторов могут включать налоговые льготы на срок до десяти лет. Муниципалитеты могут предоставлять специальные стимулы для стимулирования инвестиций в муниципальную инфраструктуру, производство и услуги.
Около 40 % опрошенных инвесторов подтвердили, что они проводят исследования и экспериментальные разработки (НИОКР) или планируют делать это в своих литовских филиалах. В 2018 году Литва заняла второе место по привлекательности для производителей в Индексе производственных рисков за 2018 год. В 2019 году Литва заняла 16-е место в списке 20 ведущих стран по прямым иностранным инвестициям в Европе, составленном компанией Ernst & Young.

### Приватизация
Приватизация земли
Приватизация является основным звеном преобразования экономики, но осложняется проблемой реституции собственности (прежде всего земли), конфискованной советским правительством. Конфликт интересов сегодняшних фермеров и исторических собственников земли был частично урегулирован путём выделения всем заинтересованным фермерам небольших участков государственных земель в собственность. За время реформ государственные сельскохозяйственные предприятия (совхозы и колхозы) были распущены, а число частных фермеров увеличилось с 7 тыс. в 1991 году до 73 тыс. в 1993 году. К 1995 году практически все фермы принадлежали частным лицам.
Приватизация промышленности
Приватизация промышленности протекала с меньшими трудностями. Государство сохранило контроль над стратегическими отраслями, но планировало приватизировать 71 % государственной собственности за счёт продажи крупных предприятий на аукционах или открытия подписки на акции. К 1995 году были приватизированы 48 % крупных и 45 % малых предприятий. Вплоть до середины 1992 года к приватизации допускались только отечественные инвесторы, имевшие специальные ваучеры. Большинство приватизированных предприятий составили предприятия сферы услуг и небольшие промышленные предприятия.
Вторая стадия приватизации
Вторая стадия приватизации началась в 1996 году, с обмена акций на наличные деньги на конкурсной основе для иностранных инвесторов. В 1996—1997 гг. этим способом было приватизировано 158 предприятий, и доля иностранного капитала составила уже 79 %.
К концу 1998 года президент Адамкус ввёл в действие новый закон о приватизации, предусматривающий коммерческое агентство по приватизации.
К 1999 году были выставлены на продажу 1098 средних и 14 крупнейших предприятий, начиная от нефтедобывающих предприятий и кончая Центром государственного радио и телевидения и Балтийскими судоверфями, которые были куплены датскими инвесторами.

## Корпорации
В Литве традиционно развита сельскохозяйственная, мебельная, логистическая, текстильная, биотехнологическая и лазерная отрасли. Maxima Group — розничная сеть, работающая в Литве, Латвии, Эстонии, Польше и Болгарии, а также крупнейшая литовская столичная компания и крупнейший работодатель в странах Балтии. Girteka Logistics — крупнейшая европейская транспортная компания. Biotechpharma — это биофармацевтическая научно-исследовательская компания, специализирующаяся на разработке технологий рекомбинантных белков. Лаборатория BIOK — это стартап, созданный учеными-биохимиками, который является крупнейшим производителем натуральной косметики в Литве. UAB SANITEX является крупнейшей оптово-дистрибьюторской и логистической компанией в Литве и Латвии, а также в Эстонии и Польше. UAB SoliTek Cells — ведущий производитель солнечных батарей в Северной Европе. Один из лидеров производителей интернет вещей в Европе — UAB Teltonika.
В «BALTIC TOP 50», крупнейшем рейтинге компаний Балтии, созданном КОФАСЕ, более половины — 28 компаний из Литвы.

## Розничная торговля
- Maxima Grupė — литовская группа компаний, крупнейшая торговая компания Литвы и стран Балтии, ей принадлежат розничные сети Maxima, T-Market (Болгария), Stokrotka (Польша). Принадлежит холдингу Vilniaus prekyba. По состоянию на 2018 год Maxima Grupė имеет более 1013 магазинов в Литве, Латвии, Эстонии, Польше и Болгарии. Каждый магазин предлагает от 3000 до 65 000 брендов, в зависимости от размера магазина. В компании работают 37 253 человека (2017 год), штаб-квартира находится в Вильнюсе.[81]
- Euroapotheca Group — это международная группа компаний в странах Балтии, Северной, Центральной и Восточной Европы, управляющая аптечными розничными сетями и оптовыми компаниями в Литве, Латвии, Эстонии, Польше и Швеции. Принадлежит холдингу Vilniaus prekyba. По состоянию на 2018 год Euroapotheca Croup принадлежит более 670 аптек в пяти странах. В компании работают 3867 человек, штаб-квартира находится в Вильнюсе. Euroaptheca Group контролирует сеть аптек Eurovaistinė Архивная копия от 30 июня 2019 на Wayback Machine (277 аптек) в Литве, Apoteksgruppen Архивная копия от 30 июня 2019 на Wayback Machine (191 аптека) в Швеции, Euroaptieka Архивная копия от 30 июня 2019 на Wayback Machine (55 аптек) в Латвии, Euroapteek Архивная копия от 30 июня 2019 на Wayback Machine (76 аптек) в Эстонии, Euro-Apteka Архивная копия от 30 июня 2019 на Wayback Machine (72 аптеки) в Польше. В первом квартале 2018 года Euroapotheca Group стала владельцем четвертой по величине аптечной сети в Швеции. Купив аптечные сети в Швеции и Эстонии в 2018 году, Euroapotheca Group стала крупнейшей аптечной сетью в Северной Европе и вошла в ТОП-15 европейских аптечных розничных компаний (на 11-м месте).

## Секторы экономики

### Сектор услуг
Одним из наиболее важных подсекторов являются информационные и коммуникационные технологии (ИКТ). Около 37 000 сотрудников работают в более чем 2000 ИКТ-компаниях. ИКТ получили 9,5 % от общего объема ПИИ. В Литве 13 из 20 крупнейших ИТ-компаний стран Балтии. Литва экспортировала услуги ИКТ на сумму 128 млн € во II квартале 2018 года.
Развитие общих сервисов и аутсорсинг бизнес-процессов являются одними из наиболее перспективных направлений. Компании, которые передали свои бизнес-операции в Литву, включают Barclays, Danske Bank, CITCO Group, Western Union, Uber, MIRROR, PricewaterhouseCoopers, Anthill, Adform , Booking Holdings (Kayak.com, Booking.com), HomeToGo, Visma, Unity, Yara International, Nasdaq Nordic, Bentley Systems, Ernst & Young и многие другие.

### Финансовые услуги

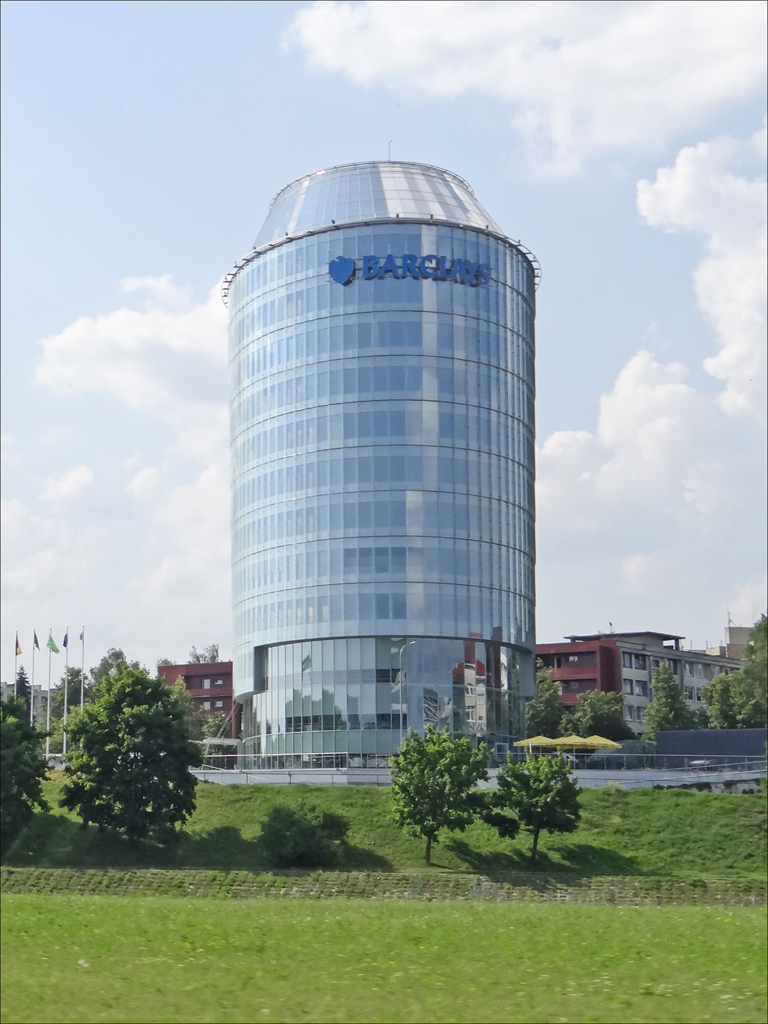
Технологический центр Barclays в Вильнюсе

Финансовый сектор концентрируется в основном на внутреннем рынке. Есть девять коммерческих банков, которые имеют лицензии Банка Литвы, и восемь филиалов иностранных банков. Большинство банков принадлежит международным корпорациям, в основном скандинавским. Финансовый сектор продемонстрировал невероятный рост в докризисный период (1998—2008 годы). Активы банков составляли всего 3,2 млрд € или 25,5 % от ВВП в 2000 году, половина из которых состояла из кредитного портфеля.
К началу 2009 года банковские активы выросли до 26,0 млрд € или 80,8 % к ВВП, кредитный портфель достиг 20,7 млрд €. Соотношение кредитов и ВВП составило 64 %. Рост депозитов был не таким быстрым, как рост кредитов. В конце 2008 года кредитный портфель был почти вдвое больше, чем депозитный. Это продемонстрировало высокую зависимость от внешнего финансирования. За прошедший год было зафиксировано сокращение кредитного портфеля, поэтому соотношение кредитов и депозитов постепенно возвращается к здоровому уровню.

### Финтех
Страна все больше стремится позиционировать себя в качестве основного финтех-центра ЕС, надеясь привлечь международные фирмы, пообещав предоставить европейские операционные лицензии в течение трех месяцев, по сравнению с периодом ожидания до года в таких странах, как Германия или Великобритания. Только в 2017 году 35 финтех компаний прибыли в Литву, в результате правительство Литвы и Банк Литвы упростили процедуры получения лицензий на деятельность электронных денег и платежных учреждений. Первый в Европе международный блокчейн-центр был открыт в Вильнюсе в 2018 году. Правительство Литвы также стремится привлечь на территорию страны финансовые учреждения, которые ищут новое место после Brexit. Литва выдала в общей сложности 39 лицензий на электронные деньги, уступая в ЕС только Великобритании со 128 лицензиями. В 2018 году компания Google создала свою отдельную платёжную компанию в Литве, планируя предлагать финансовые услуги по всей Европе.
Центральный банк Литвы создал нормативную «песочницу» для проверки финансовых инноваций в реальных условиях под руководством и контролем Банка Литвы. Банк Литвы также разработал LBChain, которая является первой в мире песочницей на основе блокчейнов, разработанной регулятором финансового рынка, объединяющей технологическую и регулирующую инфраструктуру.
Компания Moody’s Corporation в 2018 году объявила о планируемом открытии своего офиса в Вильнюсе.

## Промышленность
Пищевая промышленность: молокоперерабатывающие предприятия (Rokiškio sūris, Pieno žvaigždės и прочие). Молочные продукты из Литвы пользуются хорошей репутацией и активно поступают на внешние рынки. Производство составляет большую часть валовой добавленной стоимости в Литве. Пищевая промышленность составляет 11 % от общего объёма экспорта. Молочные продукты, особенно сыр, хорошо известны в соседних странах. Другим важным производственным видом деятельности является химическая продукция. 80 % продукции экспортируется, поэтому химическая продукция составляет 12,5 % от общего объёма экспорта.
В производстве мебели занято более 50 000 человек, и за последние три года наблюдается двузначный рост. Крупнейшие компании в этой области работают в сотрудничестве с IKEA, которая владеет одной из крупнейших деревообрабатывающих компаний в Литве; Литва является четвёртым по величине поставщиком мебели для IKEA после Польши, Италии и Германии.
В 2010-х автомобильный кластер Литвы значительно вырос за последние 5 лет.
Continental AG в 2018 году начал строительство завода по производству высокоточной автомобильной электроники — крупнейшего инвестиционного проекта в Литве.
Другой немецкий производитель Hella в 2018 году открыл завод в Каунасской свободной экономической зоне.
Компании в автомобильном и машиностроительном секторе относительно небольшие, но предлагают гибкие услуги для небольших и нестандартных заказов по конкурентоспособным ценам. В этом секторе занято около 3 % работающего населения, и он получает 5,6 % ПИИ.
В Литве существует производство биотехнологических, фармацевтических и медицинских приборов.
Литовские компании по производству лазерной техники одними из первых в мире перенесли фундаментальные исследования в производство. Литовские производители лазеров экспортируют лазерные технологии и устройства почти в 100 стран. Половина всех пикосекундных лазеров, продаваемых по всему миру, производится литовскими компаниями, в то время как литовские параметрические усилители фемтосекундного света, используемые для генерации ультракоротких лазерных импульсов, занимают до 80 % мирового рынка.

### Свободные экономические зоны
В Литве находится две свободные экономический зоны (СЭЗ) — в Каунасе (площадь — 534 га) и Клайпеде (площадь — 412 га). Чтобы получить возможность вести дело на территории зоны с использованием льготного налогообложения, размер инвестиций должен составлять не меньше чем 1 000 000 евро (активы плюс оборот)..
Ранее, почти до 1998 года продолжались переговоры между Вильнюсом и Шяуляй; провал шяуляйского проекта свободной экономической зоны обернулся правительству крупным банковским долгом.
ЕС ограничивает образование новых свободных экономических зон, и это было одно из исключений, под которым страна подписалась, входя в Европейский союз. За собой такое преимущество расширения СЭЗ оставила лишь Польша, для Литвы же была оставлена возможность развивать уже существующие зоны, но без права создавать новые.
Каунасская свободная экономическая зона
см. Kaunas Free Economic Zone
завод немецкого производителя автомобильных деталей Hella (с 2018), производит датчики и модули управления для автомобильной промышленности;
завод немецкой компании Continental AG, производство высокоточной автомобильной электроники.

## Финансы
Субсидии ЕС в госбюджет Литвы составили 7 млрд литов (2012).
Государственный долг Литвы: в конце 2009 года составлял 27,1 млрд литов (29,3 % от ВВП); в конце 2011 года — 38,7 млрд литов (37,6 % от ВВП); в ЕС уровень госдолга ниже чем литовский только у Эстонии, Болгарии, Люксембурга, Румынии и Швеции.

### Банковская система

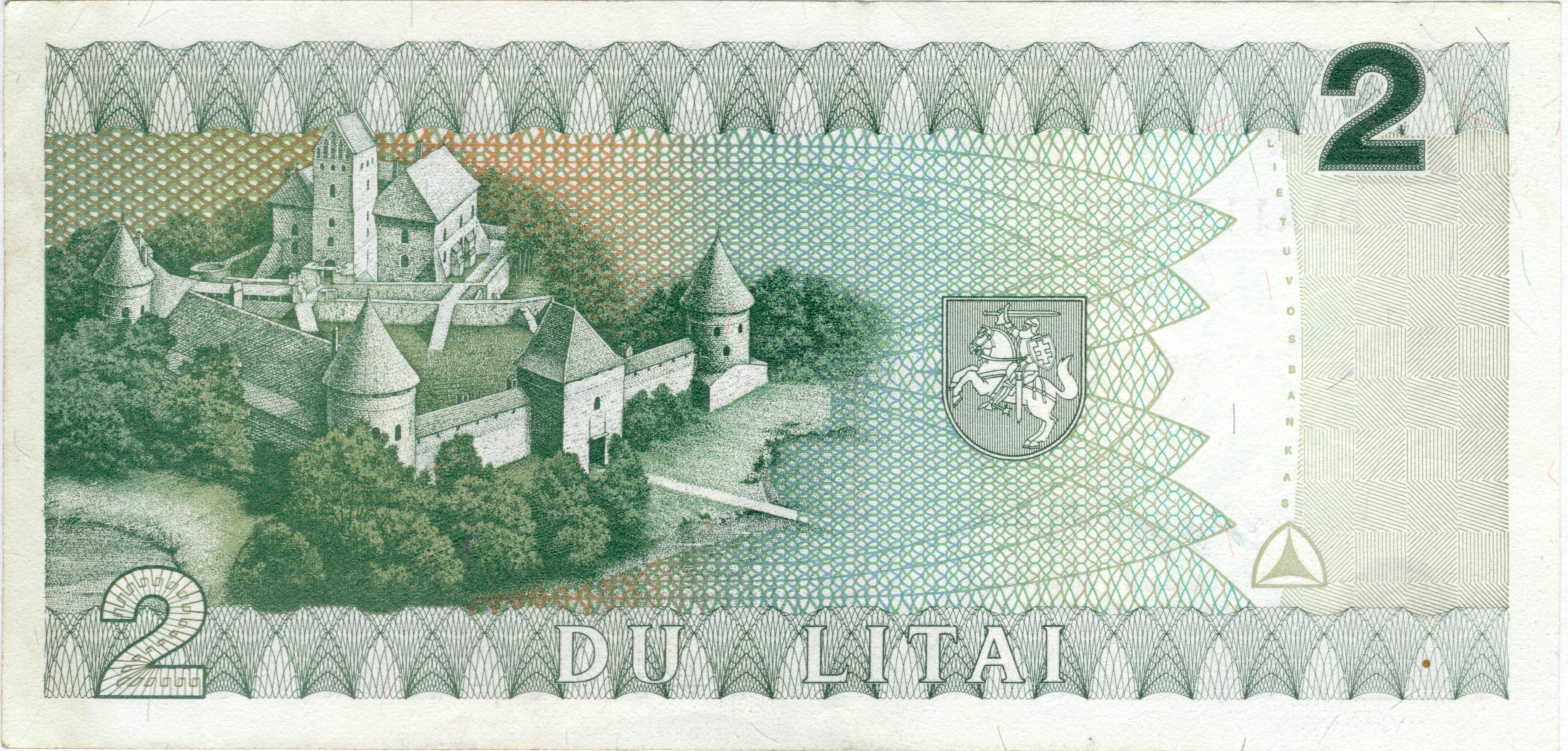
Литы 1993 года

Центральным банком республики является Банк Литвы, при этом Банк Литвы является членом
Европейской системы центральных банков и часть решений в области банковского регулирования принимается на уровне Европейского центрального банка (ЕЦБ).
Генеральный совет ЕЦБ также даёт рекомендации относительно необходимых мер для фиксации курсов валют членов ЕС, не входящих в Еврозону. Генеральный совет также отвечает за сближение кредитно-денежной политики стран ЕС.
С 2002 года валюта республики, лит, привязана к евро (до этого была привязка к доллару США). В декабре 2006 года Еврокомиссия приняла решение о том, чтобы отложить введение евро в Литве, Латвии и Эстонии как минимум до 2010 года (далее — до 2012) из-за недопустимо высокой инфляции (хотя и относительно низкой на тот момент, порядка 2 %).
Доля иностранного капитала в совокупном капитале банковского сектора в настоящий момент приближается к 90 %. Лицензию Банка Литвы на проведение банковских операций имеют 9 коммерческих банков, 4 иностранных банковских филиала, 4 представительства иностранных банков, 66 кредитных союза и 124 банка ЕС оказывают трансграничные банковские услуги в Литовской Республике без открытия филиалов и отделений.

### Внешний долг
С 2000 по 2005 годах соотношение совокупного внешнего долга Литвы к её ВВП колебалась в районе 15 %. В 2006—2007 годах произошёл рост этого показателя до примерно 20 % ВВП. В 2008 году произошёл рост внешнего долга в отношение с ВВП, к III кварталу 2009 года оно выросло до примерно 30 % ВВП. В 2011 году внешний долг Литвы составлял 38,5 % ВВП.
Резерв Литовского национального банка составляют 18 млрд литов (2011).

## Энергетика
Доказанные извлекаемые запасы сырой нефти в Литве и природных энергоносителей в целом оцениваются в размере 0,003 млрд тут (в угольном эквиваленте).
Динамика энергетической зависимости от импорта энергоносителей (на основе данных Eurostat) представлена на диаграмме

EES EAEC. Энергетическая зависимость Литвы, 1990—2019, проценты

Объемы использования энергоносителей по отдельным наиболее важным статьям иллюстрируются данными нижеследующей таблицы
| Отдельные статьи ТЭБ Литвы за 2019 год, тыс. тонн нефтяного эквивалента |                                |         |        |                |
| Энергоносители                                                          | Производство первичной энергии | Экспорт | Импорт | Общая поставка |
| Электроэнергия                                                          | --                             | 337     | 1141   | 803            |
| Теплоэнергия                                                            | 302                            | --      | --     | 302            |
| Производные газов                                                       | --                             | --      | --     | 0              |
| Природный газ                                                           | --                             | 434     | 2297   | 1864           |
| Невозобновляемые отходы                                                 | 35                             | --      | --     | 35             |
| Ядерное тепло                                                           | --                             | --      | --     | 0              |
| Сырая нефть и нефтепродукты (без биотоплива)                            | 40                             | 7583    | 10815  | 2888           |
| Сланец и битуминозный песок                                             | --                             | --      | --     | 0              |
| Торф и продукты из торфа                                                | 8                              | 1       | 18     | 27             |
| Возобновляемые и биотопливо                                             | 1654                           | 278     | 191    | 1588           |
| Твердо органическое топливо                                             | --                             | --      | 183    | 169            |
| Всего                                                                   | 2039                           | 8632    | 14646  | 7677           |

| Окончание таблицы. Отдельные статьи ТЭБ Литвы за 2019 год, тыс. тонн нефтяного эквивалента |                                                    |                                                                        |                                     |                |           |                |
| Энергоносители                                                                             | Преобразование (вход) — энергетическое потребление | Преобразование (вход) — электрические станции и отопительные установки | Конечное энергетическое потребление | Промышленность | Транспорт | Другие сектора |
| Электроэнергия                                                                             | 70                                                 | 70                                                                     | 906                                 | 326            | 7         | 573            |
| Теплоэнергия                                                                               | 360                                                | 360                                                                    | 846                                 | 221            | --        | 624            |
| Производные газов                                                                          | 0                                                  | 0                                                                      | --                                  | --             | --        | --             |
| Природный газ                                                                              | 255                                                | 255                                                                    | 584                                 | 304            | 26        | 254            |
| Невозобновляемые отходы                                                                    | 34                                                 | 34                                                                     | 1                                   | 1              | --        | --             |
| Ядерное тепло                                                                              | 0                                                  | 0                                                                      | --                                  | --             | --        | --             |
| Сырая нефть и нефтепродукты (без биотоплива)                                               | 10485                                              | 15                                                                     | 2208                                | 42             | 2042      | 123            |
| Сланец и битуминозный песок                                                                | 0                                                  | 0                                                                      | --                                  | --             | --        | --             |
| Торф и продукты из торфа                                                                   | 6                                                  | 5                                                                      | 22                                  | 1              | --        | 21             |
| Возобновляемые и биотопливо                                                                | 959                                                | 864                                                                    | 723                                 | 111            | 75        | 537            |
| Твердое органическое топливо                                                               | 2                                                  | 2                                                                      | 168                                 | 106            | --        | 62             |
| Всего                                                                                      | 12170                                              | 1604                                                                   | 5458                                | 1111           | 2151      | 2196           |

В структуре конечного потребления на сырую нефть и нефтепродукты приходится почти 41 % , электроэнергию — около 17 % , возобновляемые источники энергии — 13 %, природный газ — 11 %.
Электроэнергетический комплекс страны на конец 2019 года характеризуется следующими основными показателями: установленная мощность генерирующих источников — 3378 МВт, производство электроэнергии-брутто — 3972 млн. кВт∙ч.
За период с 1945 года история развития электроэнергетики укрупнено дифференцируется на два основных этапа. 1945—1991 годы и 1992 год — современный этап. Если в 1945 году производство электроэнергии в стране составляло 0,03 млрд.кВт∙ч (минимальное значение), то в 1991 году — 29,4 млрд.кВт∙ч (максимальное значение). Начиная с 1992 года отмечается значительное снижение производства электроэнергии с 18,4 млрд.кВт∙ч до 4,0 млрд.кВт∙ч в 2019 году, что объясняется остановом и выводом из эксплуатации Игналинской АЭС.
Газовый сектор
Предприятия, имеющие лицензию на продажу газа на рынке страны:
«Летувос дуес» (владелец всей сети газопроводов, поставляет газ населению), «Йосвайняй» (владеет частью газопровода; принадлежит корпорации «Виконда», поставляет газ профилированным с ней предприятиям), «Ахема» (поставляет газ профилированным с ним предприятиям), «Дуютякена».
Повышение, в течение 2011 года, отпускных цен «Газпромом» на газ (который в общей стоимости отопления занимает 70 %) на 38 % — привело к подорожанию стоимости отопления квартир в сезоне 2011—2012 гг. на 20 % (в Вильнюсе на 25 %).
В 2014 году вошёл в строй терминал сжиженого газа «Freedom» в Клайпеде. До появления терминала «Газпром» был единственным поставщиком голубого топлива в Литву, в 2015 г. сотрудничавшая только с «Газпромом» компания «Lietuvos dujų tiekimas» (подразделение Летувос энергия) подписала договор со норвежской Statoil, обязывающий купить более половины необходимого ей годового объёма (около 300 млн кубометров газа) до октября 2016. Газ из Норвегии значительно дороже, и крупным производителям (концерну Achema, он закупал газ только у «Газпрома») нужны его большие объёмы, однако Сейм, под давлением консерваторов, принял закон, обязав ведущих импортёров покупать не менее 25 % именно на терминале сжиженного газа, невзирая на его дороговизну.
Намечено к созданию газовое соединение GIPL между Литвой и Польшей, которое должно было быть завершено к концу 2021 года.
На 2020 год Литва стала крупнейшим в Восточной Европе импортером российского сжиженного природного газа (это создает большие проблемы Польше, намеревающейся перепродавать соседней стране американский СПГ).

## Сельское хозяйство
Несмотря на снижение доли в ВВП, сельскохозяйственный сектор по-прежнему важен для Литвы, поскольку в нем занято почти 8 % рабочей силы и он поставляет материалы для пищевой промышленности. 44,8 % земли являются пахотными..
Общая посевная площадь в 2008 году составила 1,8 миллиона гектаров.. Зерновые, пшеница и тритикале являются наиболее популярной продукцией фермерских хозяйств. Поголовье скота и птицы сократилось в два раза по сравнению с 1990-и годами.
Количество крупного рогатого скота в Литве на начало 2009 года составляло 770 тыс., количество молочных коров — 395 тыс., а птицы — 9,1 миллиона.
Потребление пищи в Литве выросло; В период с 1992 по 2008 год потребление овощей увеличилось на 30 % до 86 кг на душу населения, а потребление мяса и его продуктов увеличилось на 23 % за тот же период до 81 кг на душу населения.
С другой стороны, потребление молока и молочных продуктов снизилось до 268 кг на душу населения на 21 %, а потребление хлеба и зерновых продуктов снизилось до 114 кг на душу населения также на 19 %.

## Транспорт
Литва в 2018 году заняла 37-е место в мире по качеству дорог в рейтинге Индекса глобальной конкурентоспособности, ежегодно составляемом экспертами Всемирного экономического форума, это самое высокое место в Прибалтике.
Литва — единственное государство Прибалтики, где есть автомагистрали; в 2019 году общая их протяжённость составляла 365,83 км. Максимально допустимая скорость составляет 130 км/ч (летом) и 110 км/ч (зимой).
Участки автомагистралей:
- A1 — 195-км участок автомагистрали (между Каунасом и Клайпедой)
- A2 — 114-км участок автомагистрали (между Вильнюсом и Паневежисом)
- A5 — 56,83-км участок автомагистрали (между Мариямполе и Каунасом)

К 2022 году планируется реконструкция оставшегося 40,23 км участка автомагистрали А5 (между Мариямполе и границы с Польшей) до стандартов автомагистрали и соединение её с польской автомагистралью S61.
Одна из наиболее загруженных артерий в Литве — участок магистральной дороги А1 Вильнюс — Каунас  (поток транспорта между Вильнюсом и Каунасом самый большой не только в Литве, но и в республиках Прибалтики). 
ж/д транспорт
В июне 2020 года начались регулярные рейсы грузовых поездов из Китая в Вильнюс, по части так называемого «Нового шелкового пути в Европу».
Строится ж/д маршрут по проекту Rail Baltica.

## Внешняя торговля
Литва является страной, ориентированной на экспорт и импорт, доля (ре)экспорта в общем объеме ВВП в некоторые годы доходила до 80 %. По итогам на 2016 г. в рейтинге стран-экспортёров Литва заняла 66-е место, что является достойным результатом для государства с небольшой территорией.

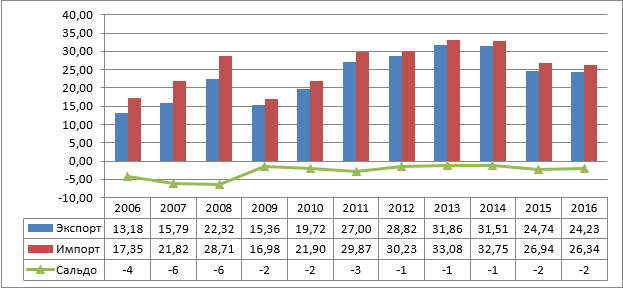
Показатели внешней торговли товарами Литвы в 2006—2016 гг., млрд долл. США

В 2001 г. страна стала членом Всемирной торговой организации и в 2004 г. вступила в состав ЕС, что повлияло на развитие внешней торговли Литвы.
Динамика внешней торговли товарами Литвы:
|         | 2006  | 2007  | 2008  | 2009  | 2010  | 2011  | 2012  | 2013  | 2014  | 2015  | 2016  |
| Экспорт | 13,18 | 15,79 | 22,32 | 15,36 | 19,72 | 27,00 | 28,82 | 31,86 | 31,51 | 24,74 | 24,23 |
| ------- | ----- | ----- | ----- | ----- | ----- | ----- | ----- | ----- | ----- | ----- | ----- |
| Импорт  | 17,35 | 21,82 | 28,71 | 16,98 | 21,90 | 29,87 | 30,23 | 33,08 | 32,75 | 26,94 | 26,34 |
| Сальдо  | -4    | -6    | -6    | -2    | -2    | -3    | -1    | -1    | -1    | -2    | -2    |

| Год  | Темп прироста экспорта товаров, % | Темп прироста импорта товаров, % |
| ---- | --------------------------------- | -------------------------------- |
| 2006 | 19,65                             | 25,04                            |
| 2007 | 19,74                             | 25,78                            |
| 2008 | 41,38                             | 31,60                            |
| 2009 | -31,19                            | -40,87                           |
| 2010 | 28,42                             | 29,00                            |
| 2011 | 36,90                             | 36,37                            |
| 2012 | 6,73                              | 1,21                             |
| 2013 | 10,57                             | 9,43                             |
| 2014 | -1,11                             | -1,00                            |
| 2015 | -21,47                            | -17,73                           |
| 2016 | -2,07                             | -2,23                            |

Экспорт и импорт товаров Литвы за рассматриваемое десятилетие значительно вырос, почти в 2 раза. В 2008 и 2014 гг. объем экспорта достигал максимальных значений. Однако в 2009 и 2015 гг. объемы внешней торговли резко сократились (темп прироста уменьшился почти на 30 %). Причинами тому стали падение производства внутри страны, связанное с экономическим кризисом, а также введение Россией контрсанкций. Сальдо торгового баланса отрицательное, но в 2009 г. за счет опережающего падения импорта оно существенно сократилось, почти в 9 раз. Ежегодный прирост показателей экспорта доказывает эффективное посткризисное восстановление экономики. По данным на 2016 г. доля услуг в экспорте Литвы составила примерно 24 %, товаров — около 76 %.

### Географическая структура внешней торговли товарами Литвы
Литва граничит с Латвией и Польшей; на протяжении последних 10 лет Россия, Германия и Польша образуют тройку главных партнёров Литвы в импорте товаров; развитию торговых отношений между Литвой и этими странами также способствует их расположение.
За последнее десятилетие кардинальных изменений в выборе партнёров Литва не принимала и 4/5 (80,1 %) литовского экспорта в 2016 году были доставлены 15 главным торговым партнёрам — так же, как и в прежние годы, в 2016 году главными государствами-партнёрами Литвы по экспорту-импорту товаров остались страны ЕС.
При этом, в разрезе отдельных государств наибольший удельный вес, как в экспорте, так и в импорте имела Россия (см. Литовско-российские отношения).
Однако, после событий на Украине в 2014 году и введении санкций ЕС экономические отношения России и Литвы ухудшились (см. Контрсанкции), товарооборот между двумя странами начал значительно сокращаться: по итогам 2015 года экспорт в Россию из Литвы сократился до 2,3 миллиарда долларов, тогда когда в 2014 составлял 4,5 миллиарда долларов. При этом Россия по-прежнему остается торговым партнёром Литвы номер один.
Следующими по значимости для Литвы за 2016 год в экспорте и импорте являются Германия и соседние Польша и Латвия.

### Товарная структура внешней торговли Литвы
| Товары | 2006 | 2007 | 2008 | 2009 | 2010 | 2011 | 2012 | 2013 | 2014 | 2015 | 2016 | Доля экспорта 2016 г., % |
| Сельскохозяйственные продукты; крупный рогатый скот, живой; сельскохозяйственное сырьё; срезанные цветы и лиственная зелень | 2354 | 3405 | 4185 | 3514 | 4142 | 5270 | 5977 | 6889 | 6863 | 5511 | 5412 | 16,96                    |
| Энергетическое оборудование; сельскохозяйственная техника и тракторы; автотранспортные средства для перевозки людей; автотранспортные средства для перевозки грузов | 3178 | 3979 | 4497 | 2810 | 3725 | 5014 | 5255 | 5832 | 6549 | 4717 | 4748 | 14,88                    |
| Продукты питания: кофе, не обжаренный; бананы; кондитерские изделия из сахара; свекловичный или тростниковый сахар и химически чистая сахароза; пальмовое масло рафинированное и его фракции и нерафинированное; сигареты, содержащие табак; экстракты, эссенции и концентраты кофе и изделия, изготовленные на основе этих продуктов или на основе кофе; заменители кофе и экстракты, эссенции и концентраты из них | 1941 | 2864 | 3696 | 3136 | 3606 | 4478 | 5260 | 5986 | 5890 | 4679 | 4581 | 14,35                    |
| Поливинилхлорид, не смешанный с другими веществами; полипропилен и изделия из него; медикаменты; фунгициды | 1293 | 2309 | 3235 | 2263 | 2719 | 3843 | 3898 | 4019 | 4318 | 3799 | 3827 | 12                       |
| Отходы и лом цветных металлов, алюминий и алюминиевые сплавы | 3591 | 2654 | 6237 | 3689 | 5173 | 7654 | 7764 | 8027 | 6224 | 4525 | 3815 | 11,95                    |
| Нефтяные масла, сырая нефть, полученная из битуминозных минералов; уголь; электрический ток | 3350 | 2303 | 5834 | 3514 | 4868 | 7156 | 7311 | 7588 | 5760 | 4196 | 3499 | 10,96                    |
| Транспортное оборудование | 1447 | 1825 | 2063 | 1236 | 1643 | 2207 | 1981 | 2124 | 1765 | 1106 | 1229 | 3,85                     |
| Офисное и телекоммуникационное оборудование | 642  | 676  | 727  | 414  | 577  | 694  | 688  | 802  | 1046 | 999  | 960  | 3                        |
| Автомобильная продукция | 969  | 1295 | 1379 | 818  | 1108 | 1684 | 1424 | 1543 | 1221 | 737  | 813  | 2,55                     |
| Фармацевтические препараты | 95   | 144  | 205  | 265  | 302  | 373  | 411  | 509  | 680  | 701  | 802  | 2,51                     |
| Одежда | 706  | 743  | 781  | 651  | 720  | 859  | 791  | 960  | 959  | 700  | 706  | 2,2                      |
| Телекоммуникационное оборудование | 333  | 398  | 477  | 298  | 404  | 425  | 373  | 448  | 507  | 624  | 576  | 1,8                      |
| Текстиль | 436  | 517  | 490  | 367  | 453  | 538  | 519  | 590  | 717  | 539  | 567  | 1,78                     |
| Оргтехника | 218  | 236  | 226  | 104  | 151  | 246  | 291  | 315  | 468  | 318  | 338  | 1,06                     |
| Интегральные схемы и электронные компоненты | 91   | 41   | 25   | 11   | 22   | 22   | 24   | 38   | 72   | 57   | 46   | 0,15                     |

Лидирующей товарной позицией экспорта Литвы за приведенный промежуток времени является нефть, продукты ее переработки, уголь и электрический ток. За данный период страна экспортировала эти товары на 63 761 млн долларов, что является самой ёмкой отраслью экспорта страны. Литва является крупным нетто-импортёром нефти, большая доля поставок которой приходится на Россию. Также Литва является нетто-экспортёром нефтепродуктов по основным видам — это дизельное топливо, автомобильный бензин и топочный мазут. Переработкой импортированного сырья занимается единственная в Литве компания, которая входит в состав концерна OrlenLietuva
Второе место по объему экспорта занимают сельскохозяйственные продукты, живой крупнорогатый скот, сельскохозяйственное сырьё, срезанные цветы и лиственная зелень. За данные 10 лет Литва осуществила экспорт этих товаров на 53 522 млн долларов. Сельскохозяйственная отрасль страны развивается, что мы можем наблюдать: с каждым годом (за исключением 2014 и после кризисного периода) объемы экспорта возрастают. Литва отдаёт предпочтение экспорту крупнорогатого скота, который отправляется, в основном, в страны ЕС. Это расширяет возможности страны.
Тройку лидеров экспорта Литвы замыкает машиностроение. За приведенные 10 лет экспорт цветных металлов, их отходы и лом был осуществлен на 55 620 млн долларов; экспорт энергетического оборудования на 50 304 млн долларов; на 18 626 млн долларов было экспортировано транспортного оборудования. Товарная структура внешней торговли Литвы, и на 12 991 автомобильного оборудования. Развитию данной отрасли во многом сопутствует иностранное инвестирование. Наиболее перспективными для экспорта являются: продукты переработки отходов и лома цветных металлов, листовой металл и небольшие изделия из металла; холодильное и нагревательное оборудование. Значительная часть машиностроительных предприятий выпускает промежуточную продукцию, предназначенную для производства готовой продукции мебельной, электронной и машиностроительной отраслей Западной Европы.
| Товары                               | 2006 | 2007 | 2008 | 2009 | 2010 | 2011 | 2012 | 2013 | 2014 | 2015 | 2016 |
| Минеральное сырьё                    | 4240 | 3940 | 8510 | 4950 | 6890 | 9780 | 9920 | 9780 | 8420 | 5550 | 4880 |
| Электроника                          | 3560 | 4580 | 4690 | 2510 | 2980 | 4010 | 4000 | 4730 | 5770 | 4980 | 4800 |
| Металлы                              | 1410 | 1980 | 1950 | 923  | 1150 | 1620 | 1570 | 1810 | 1910 | 1580 | 4800 |
| Химическая продукция                 | 1690 | 2360 | 2830 | 2260 | 2570 | 3380 | 3320 | 3580 | 3560 | 3260 | 3070 |
| Транспорт                            | 2810 | 4050 | 3920 | 1300 | 1840 | 2890 | 2830 | 3260 | 3000 | 2350 | 2430 |
| Продукты питания                     | 790  | 1020 | 1310 | 1100 | 1130 | 1460 | 1600 | 1860 | 1860 | 1530 | 1560 |
| Пластик                              | 1040 | 1340 | 1340 | 842  | 1070 | 1430 | 1480 | 1650 | 1790 | 1450 | 1460 |
| Текстиль                             | 1020 | 1200 | 1280 | 949  | 1060 | 1310 | 1190 | 1340 | 1500 | 1280 | 1320 |
| Продукты растительного происхождения | 516  | 708  | 1160 | 924  | 1060 | 1350 | 1490 | 1760 | 1630 | 1340 | 1030 |
| Продукты животного происхождения     | 481  | 705  | 932  | 808  | 846  | 973  | 1050 | 1240 | 1230 | 932  | 959  |
| Мебель                               | 343  | 489  | 551  | 276  | 281  | 360  | 364  | 450  | 622  | 537  | 582  |
| Древесина                            | 346  | 517  | 482  | 262  | 318  | 409  | 400  | 468  | 585  | 505  | 567  |
| Бумага                               | 37   | 492  | 551  | 432  | 521  | 656  | 699  | 708  | 721  | 571  | 553  |
| Инструментарий                       | 276  | 361  | 434  | 283  | 300  | 442  | 452  | 603  | 723  | 565  | 538  |
| Стекло                               | 335  | 466  | 446  | 222  | 266  | 350  | 317  | 365  | 443  | 356  | 371  |
| Обувь                                | 118  | 151  | 186  | 123  | 105  | 139  | 133  | 191  | 239  | 19   | 183  |
| Шкуры животных                       | 95   | 141  | 123  | 67   | 97   | 115  | 117  | 148  | 167  | 12   | 1    |
| Оружие                               | 5    | 19   | 11   | 7    | 6    | 7    | 1    | 7    | 9    | 43   | 1    |
| Драгоценные металлы                  | 68   | 115  | 107  | 33   | 74   | 135  | 191  | 124  | 107  | 144  | 71   |
| Антикварные изделия                  | 781  | 2    | 2    | 61   | 823  | 1    | 2    | 2    | 2    | 2    | 3    |

```

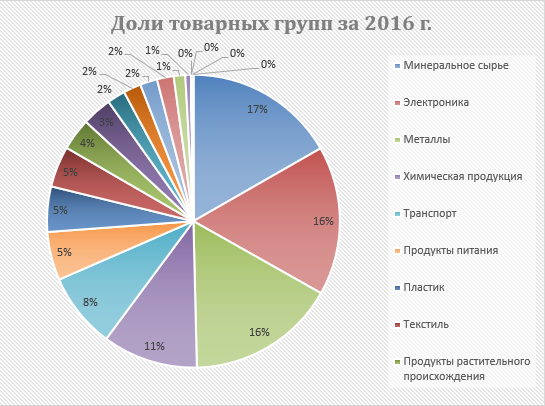
Товарная структура внешней торговли Литвы

Основная доля всей импортируемой в Литву продукции приходится на минеральное сырьё (17 % от общего объема импорта за 2016 г.), электронику (16 %) и металлы (16 % от общего объема). 
```

Литва небогата минеральным сырьём и данная товарная позиция является лидирующей в импорте за последние 10 лет (21 % от общего объема импорта 2006—2016 гг.). В основном Литва импортирует сырьё из России (40 % от общего объема за 2015 г.). Перерабатывается оно на местных предприятиях (Okseta, ORLEN Lietuva (принадлежит Польше).
Электроника так же занимает одну из лидирующих позиций в импорте Литвы (18 % от общего объема импорта в 2006—2016 гг.). Основными товарами из группы являются компьютеры (1,4 % от общего объема импорта за 2016 г.), оборудования для вещания (1,4 %).
Наконец, третьей ведущей позицией литовского импорта являются металлы (8 % от общего объема импорта в 2006—2016 гг.). Группа металлов включает в себя: чёрные металлы, медь, никель, алюминий, свинец, цинк, а также изделия из этих металлов.

### Внешняя торговля Литвы услугами
| Года/Показатель                                 | 2006 | 2007  | 2008  | 2009  | 2010  | 2011  | 2012  | 2013  | 2014  | 2015  | 2016  |
| Всего(млрд долл. США)                           | 3,63 | 4,243 | 5,068 | 4,094 | 4,525 | 5,621 | 6,151 | 7,162 | 7,762 | 6,663 | 7,544 |
| Транспортные услуги(% от всего экспорта)        | 54,5 | 56,2  | 57,7  | 52,1  | 54,4  | 55,7  | 58,5  | 61,6  | 61,8  | 59,2  | 57,2  |
| Туристические услуги(% от всего экспорта)       | 28,5 | 27,1  | 24,6  | 23,7  | 21,1  | 23,5  | 21,4  | 19,1  | 17,8  | 17,3  | 15,7  |
| Информационные технологии (% от всего экспорта) | 7,8  | 7,4   | 7,2   | 9,6   | 9,6   | 9,6   | 9,7   | 11    | 11,1  | 12,4  | 13,6  |

Основную долю экспорта услуг (57 %) на 2016 г. составили транспортные перевозки, в первую очередь, автоперевозки грузов и пассажиров. Также Литва экспортирует туристические (15 %), компьютерные и информационные услуги (13 %) — в стране действуют информационные центры западных компаний и банков, как, например, IT-центр Barclays.
Основными партнёрами Литвы по экспорту услуг в 2014 г. являлись Россия (24 %), Евросоюз (16 %) и Германия (13 %).
| Года/Показатель                          | 2006  | 2007  | 2008  | 2009  | 2010  | 2011  | 2012 | 2013  | 2014  | 2015 | 2016  |
| Всего (млрд долл США)                    | 2,562 | 3,426 | 4,239 | 3,095 | 3,043 | 3,848 | 4,37 | 5,361 | 5,591 | 4,73 | 5,068 |
| Транспортные услуги(% от всего импорта)  | 43,8  | 46    | 45    | 38,3  | 51,1  | 57,7  | 55,9 | 55,1  | 55,6  | 53,9 | 51,1  |
| Туристические услуги(% от всего импорта) | 35,4  | 33,3  | 36    | 36,1  | 27,9  | 22,3  | 21,1 | 19,9  | 18,9  | 20   | 19,2  |

Основу импорта услуг составляют транспортные перевозки (51 %). Эти услуги требуются Литве для экспорта основных товаров, таких, как нефть и тд. Кроме того, почти 20 % импорта приходится на туристические услуги.
Основными партнёрами Литвы по импорту услуг в 2014 г. являлись Евросоюз (56,5 %) и Россия (13,5 %).

## Иностранные инвестиции
После обретения независимости в Литву поступило значительное количество инвестиций, как из стран ЕС, так и из России.
В 2003 г. в Литву иностранным капиталом была прямо инвестирована малая сумма, всего 552,2 млн литов (около 200 млн долларов).
В 2004 году (год вступления в ЕС), согласно данным Банка Литвы, прямые инвестиции выросли в 3,9 раза и достигли 2,15 млрд литов (более 700 млн долларов); инвестиции из 25 стран ЕС составили 76,3 % всех инвестиций. Причём из 15 «старых» членов ЕС было инвестировано львиную долю, а именно 63,7 %. В то же время инвестиции в Литву из стран СНГ составили всего 8,7 %. 

Основные инвесторы Литвы в 2004 году распределились в следующем порядке:
на первом месте — Дания (15,2 % всех прямых иностранных инвестиций),
за ней Швеция (15 %),
на третьем месте Германия — 11,4 %.
Россия была четвёртым по значению инвестором — 8,4 % от общего потока прямых инвестиций в Литву.
Далее Финляндия (7,8 %) и
Эстония (7,6 %);
США инвестировали в Литву 6,5 %.
Удивляет отсутствие в этом списке главных инвесторов соседей Литвы — Латвии и Польши: такое положение частично можно объяснить усиленным после вступления в ЕС интересом этих стран к инвестированию на Западе.
на 2021 год Германия является четвертым по величине инвестором в Литве с прямыми инвестициями в размере 1,45 млрд евро.

### Российские инвестиции
Основой экономического сотрудничества между Российской Федерацией и Литовской Республикой служит соглашение о торгово-экономических отношениях от 1993 года (адаптировано к нормам ЕС в 2004 году).
В списке главных инвесторов в литовскую экономику Россия занимает третье место (2005), вслед за Данией и Швецией, причём с каждым годом её инвестиции растут в геометрической прогрессии.
Более 95 % прямых иностранных инвестиций российского капитала направляются в такие сектора экономики, как: обрабатывающая промышленность (479,7 млн $), электроэнергетика и газовое хозяйство (503,7 млн $), финансовая деятельность (357,5 млн $). Лидерами в своих сферах являются контролируемые российским капиталом «Лукойл-Балтия», «Энергийос Реализацийос Центрас» («Интер РАО ЕЭС»), Каунасская ТЭС, «Летувос дуёс» («Газпром»), завод минеральных удобрений «Лифоса» («Еврохим»), предприятие по производству метизов «Нямунас» («Мечел»).
Прямые инвестиции российского капитала с самого начала концентрировались в трех секторах литовской экономики: производственном, энергетическом и в недвижимости. Капиталовложения в эти секторы составили около 86 % всех российских инвестиций в Литве с 2010 по 2015 годы.
Российские инвесторы, особенно частные, проявляют интерес к рынку недвижимости в Литве, особенно в городах со значительной русскоязычной инфраструктурой (Вильнюс, Клайпеда)
Объём инвестиций российских компаний в Литве стремительно снижается, однако о полном уходе инвесторов из России с литовского рынка речь не идет.
Так, с начала 2010 года прямые российские инвестиции в Литву уменьшились с 622 млн до 201 млн евро к середине 2015 года; это — падение примерно с 1,6 до 0,6 % валового внутреннего продукта страны.

## Трудовые ресурсы и занятость
Уровень безработицы в Литве значительно снизился с конца 1990-х годов (в 2002 году он составил около 12 %), что было связано с быстрым экономическим ростом, который, однако, имел достаточно ограниченный потенциал в связи с общим демографическим кризисом в стране (население Литвы сокращается с 1992 года как из-за естественной убыли, так и интенсивного миграционного оттока, особенно после вступления страны в ЕС). Самая большая проблема (как и в других странах новых членов ЕС), увеличивающийся с каждым годом дефицит трудоспособной рабочей сила, и рост количества пенсионеров, в связи с низкой рождаемостью и высокой эмиграцией населения в другие, более богатые, страны ЕС, что в свою очередь заставляет работодателей больше платить своим работникам, тем самым искусственно повышая зарплаты, что приводит к дисбалансу между производительностью и размером заработной платой.
В 2009 году уровень безработицы в Литве составил 13,7 %.
В 2010 году уровень безработицы составил 17,8 %.
В 2011 году уровень безработицы составил 15,4 % (при этом среди мужчин составил 17,8 %, среди женщин — 13 %).
По состоянию на середину 2012 года в Литве было зарегистрировано 207,2 тыс. безработных (14,5 %), к сентябрю снизилось до 201,8 тыс. (10,31 %). Альгирдас Сисас (член Сейма Литвы) заявляет: «Безработица снижается благодаря эмиграции». Аналитики SEB прогнозируют, что уровень безработицы в 2012 году уменьшится до 14 %, а в 2013 году — до 12 %.
В январе 2016 года в Литве зарегистрирован рост безработицы по сравнению с январём 2015 года с 8,9 % до 9 %.
По состоянию на апрель 2018 года уровень безработицы в Литве составил 7,3 %, снизившись за год на 0,4 пункта. Уровень безработицы в Литве всего на 0,2 пункта выше среднего по ЕС (7,1 %) По данным Евростата, в мае 2019 года уровень безработицы в Литве составил 5,8 %. По данным Евростата, в июне 2021 года уровень безработицы в Литве составил 6,4 %.

## Доходы населения
Средний размер оплаты труда в Литве в первом квартале 2025 года составил 2337,7 евро (брутто) и 1436,4 евро (нетто). По уездам в первом квартале 2025 года наиболее высокая средняя месячная зарплата была в Вильнюсском уезде — 2592,1 евро (брутто), 1578,0 евро (нетто) и Каунасском уезде — 2319,8 евро (брутто), 1427,2 евро (нетто), а самая низкая — в Мариямпольском уезде 1897,3 евро (брутто), 1213,1 евро (нетто) и Утенском уезде — 1910,0 евро (брутто), 1219,5 евро (нетто).
С 1 июля 2017 года, после вступления в силу нового Трудового кодекса, минимальная заработная плата может применяться только к неквалифицированной работе (то есть, которая не подпадает под особые требования к квалификации).
С 1 января 2021 года минимальный размер оплаты труда (брутто) вырос на 35 € или 5,7 % с 607 € до 642 € в месяц, почасовая ставка увеличилась на 0,21 € с 3,72 € до 3,93 €. С 1 января 2021 года минимальный размер оплаты труда (нетто) составляет 468,41 € в месяц. Индекс Кейтца (отношение МРОТ к средней зарплате) по прогнозам составит 48,1 % (в ЕС колеблется от 45 % до 51 %). Повышение минимального размера оплаты труда с 607 евро до 642 евро увеличило минимальное пособие по безработице, которое составляет 23,27 % от минимальной заработной платы, на 5,76 %, или на 8,1 евро со 141,25 евро до 149,39 евро. С 1 января 2022 года минимальный размер оплаты труда (брутто) составляет 730 € и 533,65 € (нетто) в месяц. С 1 июня 2022 года минимальный размер оплаты труда (брутто) составляет 730 € и 549,65 € (нетто) в месяц. С 1 января 2023 года минимальный размер оплаты труда (брутто) составляет 840 € и 633,20 € (нетто) в месяц. С 1 января 2024 года минимальный размер оплаты труда (брутто) составляет 924 € и 708,42 € (нетто) в месяц. С 1 января 2025 года минимальный размер оплаты труда (брутто) составляет 1038 € и 777,39 € (нетто) в месяц.

### Пенсионное обеспечение
Средняя пенсия по старости в Литве у пенсионеров с необходимым стажем составляет 636,92 евро (на 2024 год). Минимальная пенсия по старости составляет 269,77 евро (с 1 января 2024 года).
С 1995 года в Литве началось постепенное изменение возрастных нормативов выхода на пенсию от существовавших в Литве во времена СССР к ныне действующим общеевропейским. К 2026 году планируется завершить процесс повышения возраста выхода на пенсию. В итоге повышение составит: с 60 лет до 65 — для мужчин и с 55 лет до 65 — для женщин. В 2021 году пенсионный возраст в Литве составляет: 64 года 2 месяца — мужчины; 63 года 4 месяца — женщины.
Монетизация льгот в Литве фактически не затронула интересы пенсионеров, льготы представлены в широком спектре и затрагивают практически все сферы жизни, начиная от медицины и проезда, заканчивая вывозом мусора. Однако, в связи с экономическим кризисом и сокращением европейского субсидирования литовского бюджета, Фонд государственного социального страхования «Sodra» с 2009 года сокращает финансирование многих социальных програм, в том числе и пенсионных льгот.

## Торгово-экономические конфликты
После прихода к власти президента Адамкуса, он взял курс на постепенный отход Литвы от контактов с Россией и СНГ. Однако, возникли некоторые противоречия в топливно-энергетическом секторе (судьба нефтепровода «Дружба»). Так, после продажи Мажейкяй нафта (Mažeikių nafta) польской[уточнить], а не российской компании у российской стороны, поставляющей нефть в условиях свободной экономики, естественно пропал интерес к северной ветке вышеназванного нефтепровода. Восстановление нефтепровода не планируется и не является задачей российского правительства.
Известна достаточно искусственно созданная литовской стороной в 2008 и 2009 годах ситуация на литовско-латышской и латышско-российских таможнях, приведшая к многодневным многокилометровым очередям на них (т. н. «проблема перевозчиков»).
Летом 2009 года возник конфликт на почве обвинений Россельхознадзором литовских производителей в недостаточном качестве поставляемой ими продукции, и временном ограничении поставок молочной продукции с нескольких литовских предприятий.